# Gary Aldrich
Gary Aldrich (nascut el 22 de maig de 1945) és un antic agent de l'FBI i escriptor d'Amsterdam (Nova York). La seva esposa Nina és també un exagent de l'FBI, i tenen tres fills. Gary es va graduar del Miami Dade College. Va fundar el Patrick Henry Center for Individual Liberty, l'objectiu del qual, és "la promoció de la Constitució dels Estats Units i el Bill of Rights i donar suport al dret dels ciutadans de participar en la dissidència ètica."